# Бакман, Миа
Миа Бакман (полное имя — Аманда Мария Бакман фин. Amanda Maria Backman; 17 ноября 1877, Янаккала, Великое княжество Финляндское, Российская империя — 26 марта 1958, Хельсинки, Финляндия) — финская актриса
 театра и кино, режиссёр, театральный деятель. Первая обладательница высшей государственной награды Финляндии для деятелей искусств — медали «Pro Finlandia» (1945).

## Биография
Дочь плотника. Дебютировала в 1894 году на сцене Шведского театра в Або (ныне Турку).
Позже выступала на сцене Шведского театра Гельсингфорса / Хельсинки. По приглашению Юхо Лаллукка перешла в Выборгский театр, где стала примадонной. Играла на финском и на шведском языках.
В качестве режиссёра в Хельсинкском народном театре с 1914 года поставила несколько спектаклей. В 1918 года была директором театра Тампере, а с 1922 года руководила Народным театром в Хельсинки.
С 1913 года снималась в немом кино. Сыграла в 6 фильмах.
Внесла большой вклад в развитие финского театра.
Мать актёра Фрица-Хуго Бакмана.

## Фильмография
- 1954 — Дерзкая девчонка/ Leena — Санни
- 1933 — Voi meitä! Anoppi tulee — Арабелла Андерсон
- 1931 — Rovastin häämatkat — Арвида Экстрём
- 1916 — Eräs elämän murhenäytelmä — Люси Делти
- 1915 — Kesä (короткометражный) — тётя Бернарда
- 1913 — Nuori luotsi — Леена

## Награды
- Медаль «Pro Finlandia» (1945).